# 백조 (영화)
백조(The Swan)는 미국에서 제작된 찰스 비더 감독의 1956년 코미디, 드라마, 멜로/로맨스 영화이다. 그레이스 켈리 등이 주연으로 출연하였고 도어 쉐어리 등이 제작에 참여하였다.

## 줄거리
1910년 유럽의 한 왕가의 지류 출신인 공주 알렉산드라는 어머니로부터 지속적인 압박을 받는다. 어머니는 알렉산드라가 사촌인 크라운 프린스 앨버트와 결혼함으로써, 과거 나폴레옹에게 빼앗긴 가문의 왕위를 되찾아야 한다고 주장한다.
그러나 앨버트는 정계보다는 늦잠을 즐기고, 오리 사냥이나 알렉산드라의 두 어린 남동생들과 축구를 하는 데 더 많은 관심을 보인다. 이를 우려한 알렉산드라의 어머니는 딸에게 가정교사인 니콜라스 아지를 의식하는 듯 행동하라고 조언한다. 이는 앨버트의 질투심을 유도하여 그의 청혼을 이끌어내기 위한 계략이었다.
하지만 아지는 이미 알렉산드라에게 마음을 두고 있었고, 그녀가 왕세자의 송별 무도회에 초대하자 기쁜 마음으로 응한다. 무도회에서 두 사람은 함께 춤을 추며 가까워지고, 이를 본 앨버트는 질투하는 듯한 기색을 보인다. 그러나 실상 그는 오케스트라에서 바수 비올(저음 현악기)을 연주하는 데에 더 몰두하고 있었다.
무도회 이후, 아지는 알렉산드라에게 자신의 감정을 고백한다. 이에 알렉산드라는 그가 자신을 사랑하게 될 것을 예상했으며, 사실 자신은 앨버트의 질투를 유도하려는 수단이었다는 사실을 털어놓는다. 아지는 상처를 받고 그녀를 거절한다. 그러나 알렉산드라도 자신이 아지에게 감정이 생겼음을 자각하게 되며, 혼란스러운 마음을 드러낸다.
이 사실을 알게 된 앨버트는 놀라움을 감추지 못하고, 아지와 언쟁을 벌인다. 다음 날 아지는 분노한 채 저택을 떠나려 한다. 알렉산드라는 절망하며 그와 함께 떠나려 하지만, 아지는 다시 한 번 그녀를 거절한다.
이 소식을 전해들은 앨버트의 어머니, 즉 왕비는 큰 충격을 받는다. 그러나 결국 앨버트는 두 사람의 사랑을 받아들이며, 자신이 왕이 되었을 때 이들을 다시 나라로 초대하겠다고 약속한다. 그럼에도 불구하고 아지는 알렉산드라 없이 저택을 떠난다.
실의에 빠진 알렉산드라에게 앨버트는 위로의 말을 전한다. 그는 그녀가 물 위에서는 우아한 백조처럼 보이지만, 땅 위에서는 거위처럼 느껴진다고 말하며, 부드럽게 팔을 내민다. 알렉산드라는 그의 손을 잡고, 두 사람은 함께 저택 안으로 걸어 들어간다.

## 출연

### 주연
- 그레이스 켈리 - 알렉산드라 공주 역
- 알렉 기네스 - 앨버트 왕자 역

### 조연
- 루이 주르댕 - 니콜라스 아지 박사 역
- 아그네스 무어헤드 - 마리아 도미니카 왕비 역
- 제시 로이스 랜디스 - 베아트릭스 공주 역
- 브라이언 애헌 - 카를 히아신스 신부 역
- 레오 G. 캐롤 - 카이사르 역
- 에스텔 윈우드 - 심포로사 역
- 반 다이크 파크스 - 조지 역
- 크리스토퍼 쿡 - 아르센 역
- 로버트 쿠트 - 분델리히 대위 역
- 도리스 로이드 - 지벤스토인 백작 부인 역
- 이디스 배럿 - 엘자, 베아트릭스의 하녀 역

## 제작진
- 원작자: Ferenc Molnar
- 미술: 랜들 두엘
- 미술: 세드릭 기븐스
- 의상: 헬렌 로즈